# Stettfurt
Stettfurt är en ort och kommun i distriktet Frauenfeld i kantonen Thurgau, Schweiz. Kommunen har 1 251 invånare (2023).